# 4376 Shigemori
4376 Shigemori је астероид главног астероидног појаса чија средња удаљеност од Сунца износи 2,231 астрономских јединица (АЈ).
Апсолутна магнитуда астероида је 13,6.